# Mont Péko Nationalpark
Mont Péko Nationalpark er en nationalpark i Elfenbenskysten. Den blev etableret i 1968.

## Geografi
Der er to bjerge i Mont Peco Nationalpark. Det højeste og mest fremtrædende er Mont Péko der er 997 m.

### Miljø
Nationalparken er dækket med 80% skov. De dominerende træarter som Triplochiton scleroxylon, nældetræ, Pterygota macrocarpa og Mansonia altissima. Der er omkring 240 registrerede fuglearter, så parken er blevet udpeget som et vigtigt fugleområde (IBA) af BirdLife International, fordi den understøtter betydelige bestande af mange fuglearter.

#### Status på de store aber
En optælling udført af Herbinger og Lia (upublicerede rapporter 2001) fandt en betydelig bestand af chimpanser i denne park. Optællingen blev udført i april 2001. Optællingen anslog en tæthed på 1,6 chimpanser pr. km2 og en samlet bestand på omkring 320 fravænnede chimpanser i Mont Péko National Park. Den klassificerede skov i Haut Sassandra, som er forbundet gennem korridorer til Mont Péko, kan stadig rumme op til 400 chimpanser (Hoppe-Dominik 1991).